# Micheal Falcon
Micheal Falcon ist ein nigerianischer Fußballspieler.

## Karriere
Micheal Falcon stand 2018 in Myanmar bei Hanthawaddy United unter Vertrag. Wo er vorher gespielt hat, ist unbekannt. Der Verein aus Taungoo spielte in der höchsten Liga des Landes, der Myanmar National League. Für Hanthawaddy absolvierte er 21 Erstligaspiele und schoss dabei drei Tore. Wo er seit 2019 unter Vertrag stand, ist unbekannt.